# پس‌نگری
پس‌نگری (به انگلیسی: Backcasting) یک شیوه برنامه‌ریزی است که ابتدا به تعریف آینده مورد انتظار پرداخته و سپس با حرکت به عقب در زمان، سیاست‌ها و برنامه‌هایی که دستیابی به آینده تعریف‌شده را ممکن می‌سازد، مشخص می‌کند. اصول این شیوه در سال ۱۹۹۰ توسط جان رابینسون از دانشگاه واترلو ارائه شد. اصلی‌ترین پرسشی که در پس‌نگری با آن روبرو هستیم این است: «اگر بخواهیم به هدفی مشخص دست یابیم، چه گام‌هایی را باید برای دستیابی به آن برداریم؟» 